# Wielkopolskie Stowarzyszenie Pośredników w Obrocie Nieruchomościami
Wielkopolskie Stowarzyszenie Pośredników w Obrocie Nieruchomościami (WSPON) – organizacja zawodowa zrzeszająca pośredników, zarządców oraz rzeczoznawców majątkowych działających w Wielkopolsce. Powstała w 1994 roku, będąc jednym z najstarszych stowarzyszeń tego typu w Polsce. Siedziba WSPON znajduje się w Poznaniu. Stowarzyszenie jest członkiem Polskiej Federacji Rynku Nieruchomości (PFRN) i uczestniczy w inicjatywach związanych z regulacją i rozwojem rynku nieruchomości. Stowarzyszenie liczy ponad 200 członków.
Głównym celem WSPON jest podnoszenie standardów zawodowych i etycznych w branży nieruchomości, a także integracja środowiska pośredników. Stowarzyszenie organizuje kursy, szkolenia oraz praktyki zawodowe, zapewniając członkom możliwość podnoszenia kwalifikacji. W 2012 roku organizowali praktyki zawodowe dla pośredników.
Stowarzyszenie regularnie współpracuje z organizatorami targów, takich jak Międzynarodowe Targi Poznańskie, biorąc udział w wydarzeniach promujących rynek nieruchomości, np. Targach Mieszkaniowych oraz Polish Real Estate Summit.